# Пяаскювуори
Пя́аскювуори (фин. Pääskyvuori, швед. Svalberga) — один из районов города Турку, входящий в округ Вариссуо-Лаусте.

## Географическое положение
Район расположен к востоку от центральной части Турку, гранича с районами Итяхарью и Вариссуо.

## Население
В 2007 году в районе проживало 4345 человек. В 2004 году население района составляло 4482 человек, из которых дети моложе 15 лет составляли 20,91 %, а старше 65 лет — 13,43 %. Финским языком в качестве родного владели 92,24 %, шведским — 3,32 %, а другими языками — 4,44 % населения района.